# Taeniophallus poecilopogon
Taeniophallus poecilopogon är en ormart som beskrevs av Cope 1863. Taeniophallus poecilopogon ingår i släktet Taeniophallus och familjen snokar. Inga underarter finns listade i Catalogue of Life.
Denna orm förekommer i södra Brasilien, Uruguay och nordöstra Argentina. Habitatet varierar mellan halvtorra skogar, ansamlingar av palmer, buskskogar och gräsmarker. Födan utgörs av groddjur som arter av släktet Dendropsophus och av ödlor. Honor lägger ägg.
Beståndet hotas av landskapsförändringar. I Uruguay och Brasilien är Taeniophallus poecilopogon fortfarande vanligt förekommande. IUCN listar arten som livskraftig (LC).